# Psyllocarpus goiasensis
Psyllocarpus goiasensis är en måreväxtart som beskrevs av Joseph Harold Kirkbride. Psyllocarpus goiasensis ingår i släktet Psyllocarpus och familjen måreväxter. Inga underarter finns listade i Catalogue of Life.